# Guerrino Ghedina
Guerrino Ghedina (Cortina d'Ampezzo, 11 dicembre 1956) è un bobbista italiano.

## Biografia
Atleta ampezzano attivo nei primi anni ottanta. Non ebbe praticamente nessun risultato in campionato italiano ad eccezione di una medaglia di bronzo nel 1985, ciononostante partecipò a due campionati mondiali e prese parte alle Olimpiadi di Sarajevo nel 1984, piazzandosi sempre tra la quarta e la settima posizione.